# Idaea bellieri
Idaea bellieri är en fjärilsart som beskrevs av Louis Beethoven Prout 1938. Idaea bellieri ingår i släktet Idaea och familjen mätare. Inga underarter finns listade i Catalogue of Life.